# 岩巣山
岩巣山（いわすやま）は、愛知県瀬戸市の山。標高480m。

## 概要
三河高原の西端に位置し、東海自然歩道が通っている。
ふもとには岩屋堂公園があり、岩屋堂公園の中から登ることができる。
山頂まで行くルートとしては、主に岩屋堂公園内から北上するルートと、白岩の里から南下するルートがあり、アクセスのしやすさや難易度も丁度良いため、幅広い年齢層が訪れる。
岩屋堂公園では紅葉がきれいで、近くにある元岩巣山と周回することができる。周辺には、瀬戸大滝がある。
岩巣山の山頂は森の中にある。景色を見渡すことはできない。